# Max Roach
Maxwell Lemuel Roach (10. ledna 1924 – 16. srpna 2007), známý také pod jménem Max Roach, byl americký jazzový bubeník, perkusista a skladatel. Patří k nejvlivnější bubeníkům dvacátého století. Byl průkopníkem bebopu, ovlivnil však i mnoho dalších hudebních žánrů. Hrál společně s takovými jazzovými velikány, jako byli např. Dizzy Gillespie, Charlie Parker, Miles Davis, Duke Ellington, Charles Mingus, Sonny Rollins nebo Clifford Brown. Vedl také svůj jazzový ansámbl. Celý život bojoval za občanská práva černých obyvatel Spojených států.

## Diskografie
- 1955 – Study in Brown (with Clifford Brown)
- 1956 – Clifford Brown and Max Roach at Basin Street
- 1957 – Jazz in 3/4 time
- 1958 – Deeds, Not Words (with all new cast Ray Draper, Booker Little, George Coleman)
- 1960 – We Insist! Max Roach's Freedom Now Suite
- 1960 – Long as you're living
- 1961 – Percussion Bitter Sweet (s Mal Waldron)
- 1962 – Speak, Brother, Speak!
- 1962 – It's Time
- 1978 – Birth and Rebirth (duo s Anthony Braxton)
- 1978 – Long time at circus yorks
- 1979 – The Long march (duo s Archie Shepp)
- 1979 – Historic Concerts (duo s Cecil Taylor)
- 1979 – One In Two, Two In One (duo s Anthony Braxton)
- 1979 – M'Boom